# Monte Elceto
Il monte Elceto è una montagna del Lazio, nel comune di Allumiere, alta 609 m, su cui è stato ritrovato un abitato dell'età del bronzo finale, il cui territorio dal 2018 è protetto in quanto parte del monumento naturale Faggeto di Allumiere.

## Descrizione
Il monte a circa 21 km da Civitavecchia.
Il rilievo, che fa parte del sistema dei Monti della Tolfa, deve la propria genesi alle eruzioni plioceniche, i cui magmi acidi sollevarono la piattaforma sedimentaria già presente, risalente al cretacico superiore. 
La sua forma ovoidale presenta ammassi trachitici che sono emersi con l'erosione del tempo, misti a strati di roccia sedimentaria (tipicamente, macigno). L'Elceto non ha una forte ripidità e al suo interno sono presenti sentieri percorribili che lo collegano alle alture adiacenti (monte Urbano e Faggeto).
Il monte ha restituito diverse evidenze archeologiche, tra le quali quella del sito archeologico Poggio Elceto.

### Fauna
Specie animali che frequentano i boschi dell'Elceto.
- Mammiferi (abbondantemente presenti):
  - cinghiale (Sus scrofa),
  - volpe (Vulpes vulpes),
  - riccio (Erinaceus europaeus),
  - tasso (Meles meles),
  - istrice (Hystrix cristata).

Tra questi, sono presenti varie specie di uccelli, sia stanziali che migratori. 
- Rapaci:
  - poiana (Buteo buteo),
  - falco pellegrino (Falco peregrinus),
  - allocco (Strix aluco),
- Passeriformi:
  - pettirosso (Erithacus rubecula),
  - cardellino (Carduelis carduelis),
  - merlo (Turdus merula),
  - ghiandaia (Garrulus glandarius),
  - passero (Passer domesticus).